# Луцій Арторій Каст
Луцій Арторій Каст (лат. Lucius Artorius Castus, дата народження та смерті невідомі; період діяльності: кінець II — початок III століття) — військовик часів Римської імперії. Вважається одним з прообразів легендарного середньовічного короля Артура.

## Життєпис
Походив з роду вершників Арторіїв. Народився десь у Кампанії (південна Італія). Усе життя присвятив військовій кар'єрі. Був центуріоном у III Гальському легіоні у Сирії, потім у VI Залізному легіоні. У складі останнього легіону знаходився в Юдеї. У 160-х роках переходить до V Македонського легіону, з яких був учасником Парфянської кампанії 162–166 років. 
Слідом за цим брав участь у Маркоманських війнах імператора Марка Аврелія. У складі цього легіону у 172 році відзначився у війні проти сарматського племені язигів. У 179–180 роках був центуріоном II Допоміжного легіону, що стояв табором у Лаугаріціоні (сучасне м. Тренчин, Словаччина).
Після цього отримує посаду препозіта Мізенського флоту, а згодом префекта у VI Переможному легіоні, який знаходився у Британії біля Адріанового валу. В цей час діяв проти союзу бригантів на півночі Британії. Ймовірно командував загонами сарматського племені язигів (що після поразки найнялися до римського війська). Жорстоке втихомирення бритських племен загонами броньованих вершників-сарматів (тоді це було вперше у Британі) закарбувалася у пам'яті місцевих мешканців, разом з іменем командира — Арторія.
У 185 році Арторія призначено на посаду дукса та відправлено на придушення повстання в Армориці (сучасна Бретань, Франція). Після успішного виконання завдання призначається прокуратором Лібурнії (сучасна Далмація). Про подальшу долю нічого невідомо.